# بايرون هيوستن
بايرون هيوستن (بالإنجليزية: Byron Houston)‏ مواليد 22 نوفمبر 1969 في واتونغا، هو لاعب كرة سلة أمريكي سابق. بدأ مسيرته الاحترافية في سنة 1992. تم اختياره من قبل فريق شيكاغو بولز خلال الدرافت. يبلغ طوله 6 قدم 5 بوصة (2.0 م). حقق المركز الثاني في دورة الألعاب الأمريكية 1999. اعتزل اللعب في 2001. أحرز خلال مسيرته في الإن بي إيه 835 نقطة بمعدل 3.9 نقاط في المباراة الواحدة.

## المسيرة الاحترافية
لعب مع غولدن ستايت ووريورز من سنة 1992 إلى 1994، ثم لعب مع سياتل سوبرسونيكس في موسم 1994–1995، ثم لعب مع سكرامنتو كينغز في موسم 1995–1996، ثم لعب مع نادي ليون لكرة السلة في الدوري الإسباني في موسم 1996–1997، ثم لعب مع أسكو غدينيا في موسم 1998–1999، ثم لعب مع جوفينتوت بادالونا في الدوري الإسباني في سنة 1999.

## الميداليات
| الميدالية | المسابقة                    |
| --------- | --------------------------- |
| فضية      | دورة الألعاب الأمريكية 1999 |

## روابط خارجية
- بايرون هيوستن على موقع إن بي أي (الإنجليزية)
- بايرون هيوستن على موقع سبورتس رفرنس (الإنجليزية)
- بايرون هيوستن على موقع الدوري الإسباني لكرة السلة (الإسبانية)
- بايرون هيوستن على موقع كرة السلة الأوروبية.كوم (الإنجليزية)
- بايرون هيوستن على موقع كلية كرة السلة في سبورتس رفرنس.كوم (الإنجليزية)
- بايرون هيوستن على موقع ريلجم (الإنجليزية)
- بايرون هيوستن على موقع بروبوليرز (الإنجليزية)
- بايرون هيوستن على موقع سبورتس رفرنس (الإنجليزية)